# The Girl That Never Was
The Girl That Never Was è un singolo del cantautore britannico James Blunt, pubblicato il 4 ottobre 2023 come terzo estratto dal settimo album in studio Who We Used to Be.

## Descrizione
Il brano, scritto da James Blunt insieme a Rick Parkhouse e George Tizzard (che lo hanno anche prodotto), esplora il tema della perdita di una figlia mai nata, esperienza vissuta in prima persona da Blunt, che si è così espresso al riguardo:

## Video musicale
Il video musicale del brano, diretto da Vaughan Arnell, è stato reso disponibile sul canale YouTube del cantautore il 12 ottobre 2023. Il video racconta le dolorose conseguenze della perdita di un figlio, riflettendo le parole del testo.
Il lyric video è stato invece pubblicato in concomitanza con l'uscita del singolo.

## Tracce
Testi e musiche di James Blunt, Rick Parkhouse e George Tizzard.
1. The Girl That Never Was – 3:13

Download digitale – Acoustic Version
1. The Girl That Never Was (Acoustic) – 3:17